# Lijst van beschermd erfgoed in Moeskroen
Onderstaande tabel geeft een overzicht van de beschermde erfgoederen in de gemeente Moeskroen. Het beschermd erfgoed maakt deel uit van het cultureel erfgoed in België.
| Object                                                                                 | Bouwjaar/architect | Deelgemeente | Adres           | Coördinaten                   | Nummer?                | Afbeelding                                                                             |
| -------------------------------------------------------------------------------------- | ------------------ | ------------ | --------------- | ----------------------------- | ---------------------- | -------------------------------------------------------------------------------------- |
| Sint-Bartholomeuskerk: vier mausolea                                                   |                    | Moeskroen    | Grote Markt     | 50° 44' 40" NB, 3° 12' 55" OL | 54007-CLT-0001-01 Info | Sint-Bartholomeuskerk: vier mausolea                                                   |
| Gravenkasteel                                                                          |                    | Moeskroen    | Kasteellaan 200 | 50° 44' 57" NB, 3° 13' 23" OL | 54007-CLT-0003-01 Info | Gravenkasteel                                                                          |
| Gravenkasteel en omgeving                                                              |                    | Moeskroen    | Kasteellaan 200 | 50° 45' 0" NB, 3° 13' 21" OL  | 54007-CLT-0004-01 Info |                                                                                        |
| Orgel van de Sint-Bartholomeuskerk                                                     |                    | Moeskroen    |                 | 50° 44' 40" NB, 3° 12' 54" OL | 54007-CLT-0005-01 Info | Orgel van de Sint-Bartholomeuskerk                                                     |
| Het Picardisch Huis: muurpanelen in tegels van de oude balzaal op de eerste verdieping |                    | Moeskroen    | Dalstraat 1     | 50° 44' 37" NB, 3° 12' 43" OL | 54007-CLT-0006-01 Info | Het Picardisch Huis: muurpanelen in tegels van de oude balzaal op de eerste verdieping |
| Toren van de oude kerk                                                                 |                    | Dottenijs    |                 | 50° 43' 41" NB, 3° 18' 20" OL | 54007-CLT-0007-01 Info | Toren van de oude kerk                                                                 |